# 竹内通弘
竹内 通弘（たけうち みちひろ、1946年〈昭和21年〉2月22日 - ）は、日本の政治家。元兵庫県洲本市長（3期）、元洲本市議会議員（2期）。

## 来歴
兵庫県立洲本高等学校、大阪経済大学経済学部卒業。1981年7月、丸一調査設計株式会社に入社。2004年8月、洲本市議会議員に当選。
2006年2月11日、洲本市と津名郡五色町が新設合併を行い、新制の洲本市が誕生する。それに伴って同年3月19日に行われた洲本市議会議員選挙に無所属で出馬し、初当選。
2010年3月7日に行われた洲本市長選挙に出馬。4名の候補者を破り、当選を果たした。同年3月19日、市長に就任。2014年3月、2期目の当選。2018年3月、3期目の当選。
2021年11月、翌年3月の市長選挙に立候補せず任期満了を以って退任する意向を示した。

## 市政
- 2020年5月14日、新型コロナウイルス感染症の拡大を受け、自身と副市長2人と教育長の6月期末手当（ボーナス）を全額カットすると発表した。また同時に洲本市議会も議員全員がボーナスを受け取らないことを決めた。カット額は市長179万9千円、副市長156万6千円（2人）、教育長137万5千円の計630万6千円。議員は全18人の計1,545万6千円。これらを合わせた計約2,176万円をコロナ対策の財源に充てる[5]。